# Wittstock/Dosse

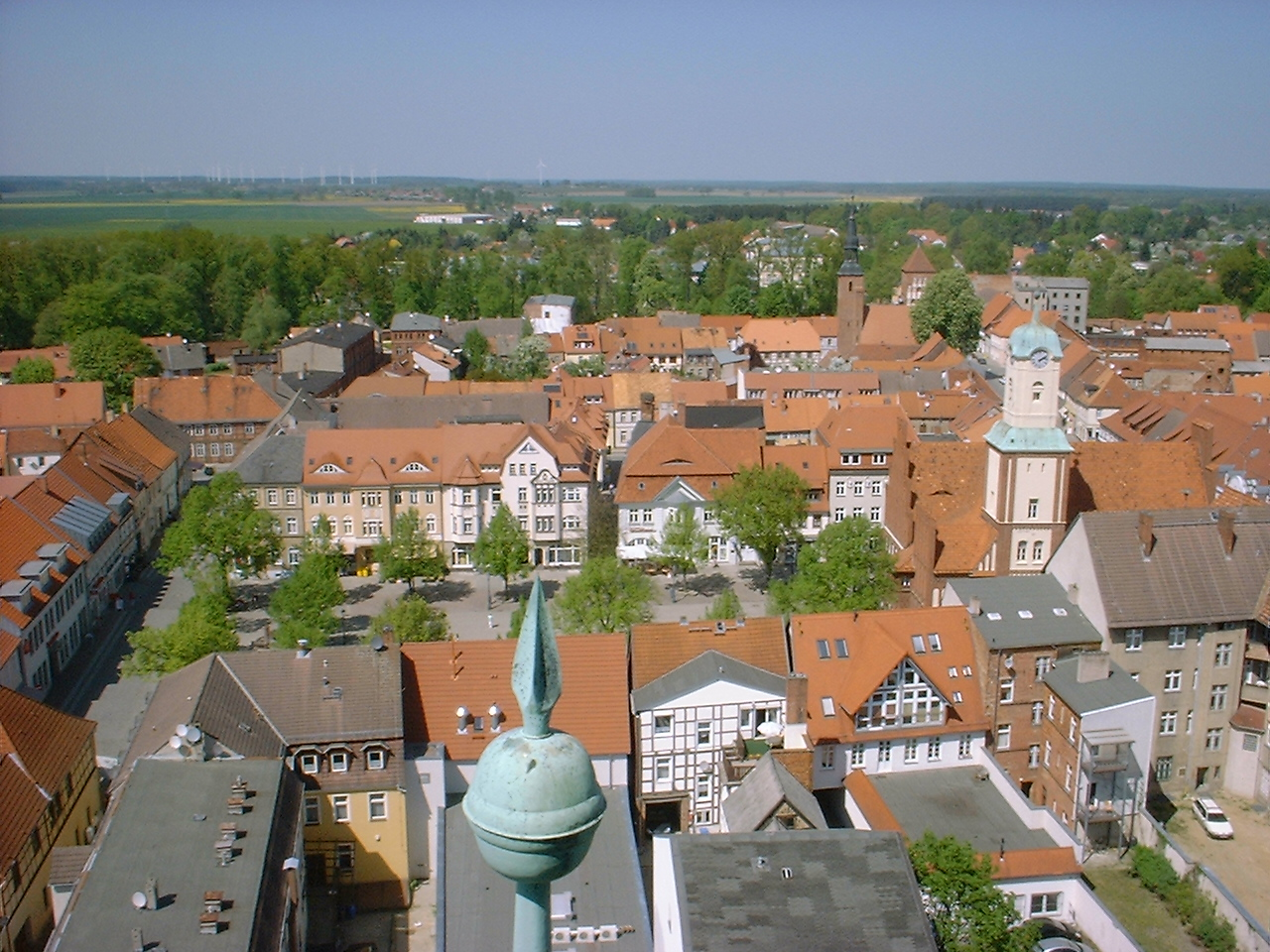
Markt mit Rathaus, dahinter Heiliggeistkirche und Gröpertor

Wittstock/Dosse ist eine Kleinstadt im Landkreis Ostprignitz-Ruppin im Nordwesten von Brandenburg. Sie ist Mitglied der Arbeitsgemeinschaft „Städte mit historischen Stadtkernen“ des Landes Brandenburg.

## Geographie

### Lage
Wittstock liegt in der Ostprignitz am nördlichen Rand der Wittstock-Ruppiner Heide, einer eiszeitlich geprägten Endmoränenlandschaft südlich der Mecklenburgischen Seenplatte. Die Kernstadt liegt in der Dosseniederung an der Mündung des Flusses Glinze in die Dosse.

### Nachbargemeinden
Im Osten Wittstocks liegen die Städte Rheinsberg und Neuruppin, im Süden das Amt Temnitz und die Stadt Kyritz und im Westen die Gemeinde Heiligengrabe. Nördlich liegen die Städte Röbel/Müritz im Landkreis Mecklenburgische Seenplatte und Plau am See im Landkreis Ludwigslust-Parchim, jeweils in Mecklenburg-Vorpommern.

## Stadtgliederung
Nach Eingemeindungen am 6. Dezember 1993 (Babitz und Biesen) und am 26. Oktober 2003 (alle weitere) gehört Wittstock zu den flächengrößten Städten Deutschlands.
Seitdem gehören folgende 18 Ortsteile mit 7 Gemeindeteilen zu Wittstock:
| Orts-/Gemeindeteil | Wohnplätze                                                                   | Bevölkerung (31.12.2023) | Fläche in km2 | Bevölkerung je km2 (31.12.2023) |
| ------------------ | ---------------------------------------------------------------------------- | ------------------------ | ------------- | ------------------------------- |
| Babitz             |                                                                              | 104                      | 10,2          | 10                              |
| Berlinchen         | Am Damm                                                                      | 195                      | 17,1          | 11                              |
| Biesen             | Neu Biesen Rote Mühle                                                        | 335                      | 15,3          | 35                              |
| - Eichenfelde      |                                                                              | 156                      | 15,3          | 35                              |
| - Heinrichsdorf    |                                                                              | 50                       | 15,3          | 35                              |
| Christdorf         | Charlottenhof Karstedtshof                                                   | 169                      | 10,2          | 17                              |
| Dossow             |                                                                              | 392                      | 14,2          | 28                              |
| Dranse             | Griebsee Kuhlmühle Walkmühle                                                 | 306                      | 16,7          | 18                              |
| Fretzdorf          | Ernstwille</>Lütkendosse                                                     | 352                      | 27,7          | 13                              |
| Freyenstein        | Gustavruh                                                                    | 734                      | 34,1          | 24                              |
| - Neu Cölln        |                                                                              | 67                       | 34,1          | 24                              |
| Gadow              | Brausebachmühle Friedrichsgüte Friedrichsgüter Mühle</ />Glashütte Neuendorf | 168                      | 60,6          | 3                               |
| Goldbeck           | Siebmannshorst                                                               | 155                      | 7,2           | 22                              |
| Groß Haßlow        |                                                                              | 122                      | 15,4          | 15                              |
| - Klein Haßlow     |                                                                              | 62                       | 15,4          | 15                              |
| - Randow           |                                                                              | 37                       | 15,4          | 15                              |
| Niemerlang         | Ausbau                                                                       | 42                       | 10,6          | 17                              |
| - Ackerfelde       |                                                                              | 54                       | 10,6          | 17                              |
| - Tetschendorf     |                                                                              | 93                       | 10,6          | 17                              |
| Rossow             |                                                                              | 142                      | 29,9          | 5                               |
| Schweinrich        |                                                                              | 140                      | 19,4          | 7                               |
| Sewekow            |                                                                              | 186                      | 15,4          | 12                              |
| Wulfersdorf        | Dudel Karl-Marx-Hof                                                          | 369                      | 19,0          | 19                              |
| Zempow             |                                                                              | 116                      | 9,1           | 13                              |
| Zootzen            |                                                                              | 143                      | 13,3          | 11                              |

Die Kernstadt Wittstock/Dosse selbst weist eine Einwohnerzahl von 9581, sowie eine Fläche von 71,4 km2 und somit eine Bevölkerungsdichte von 134 je km2.
Zu ihr gehören die Wohnplätze Alt-Daber, Bauhof, Dunkelsruh, Heinrichsdorfer Siedlung, Rheinsberger Siedlung, Scharfenberg, Scharfenberger Mühle, Scharfenberger Ziegelei und Sudrowshof.

## Geschichte

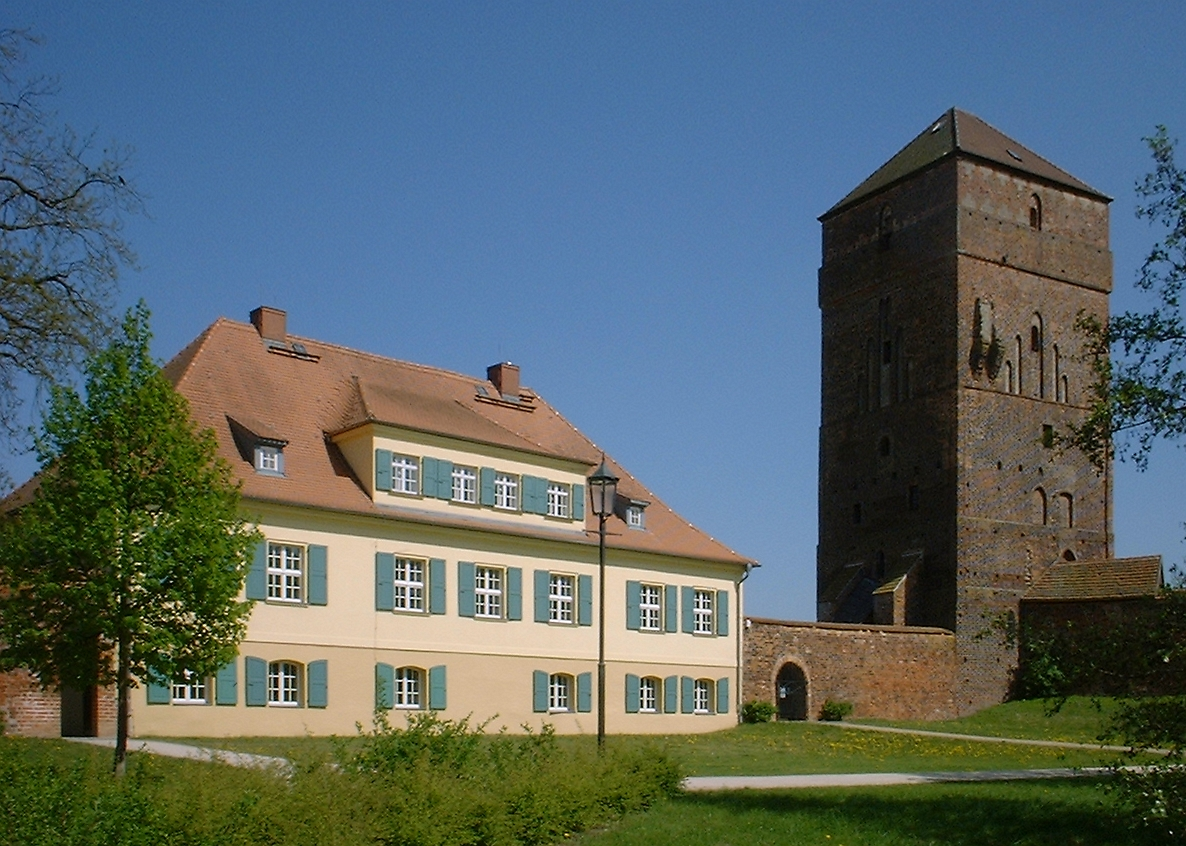
Bürgermeisterhaus und Amtsturm der alten Bischofsburg

Wittstock entstand aus einer slawischen Siedlung, wurde 946 in der Stiftungsurkunde für das Bistum Havelberg erstmals erwähnt und ist damit eine der ältesten Städte Brandenburgs. Am 13. September 1248 wurde Wittstock durch Bischof Heinrich I. von Havelberg das Stendaler Stadtrecht verliehen. 1251 erhielt die Stadt einen Abdruck des Stadtsiegels, das eines der ältesten in ganz Brandenburg ist. Die auf den Fundamenten einer slawischen Befestigung errichtete Wittstocker Burg diente den Bischöfen von Havelberg von 1271 bis 1548 als Wohnsitz. Sie wird daher auch als Alte Bischofsburg bezeichnet.
Der Name (948 „Wizoka“, 1271 „Wiztok“, 1284 „Witzstock“, 1441 „Witstock“) ist volksetymologisch an niederdeutsch witt (weiß) und stock (Wurzelstock) angeglichen worden. Er geht aber auf altpolabisch vysoka (die hoch gelegene) zurück, da die Wittstocker Burg ab 946 so genannt wurde. Der Name ist dann auf die Siedlung im Tal übertragen worden.
Erstmals wurde 1325 ein Tuchmacher, 1328 ein Lehrer und 1333 ein Gewandschneider in der Stadt erwähnt. Am 23. August 1410 wurde Wittstock durch ein Erdbeben erschüttert. 1495 zerstörte eine Feuersbrunst große Teile der Stadt. Die erste Stadtordnung wurde 1523 erlassen. Mit Busso II. starb 1548 der letzte Bischof von Havelberg auf der Wittstocker Burg. Die Herrschaft des Bistums Havelberg endete in Wittstock 1550 mit der Reformation. Ab 1364 ist in Wittstock „vor dem Kyritzer Tor“ ein mittelalterliches Leprosorium nachweisbar, das St. Georg geweiht war. Es wurde 1585 abgebrochen.

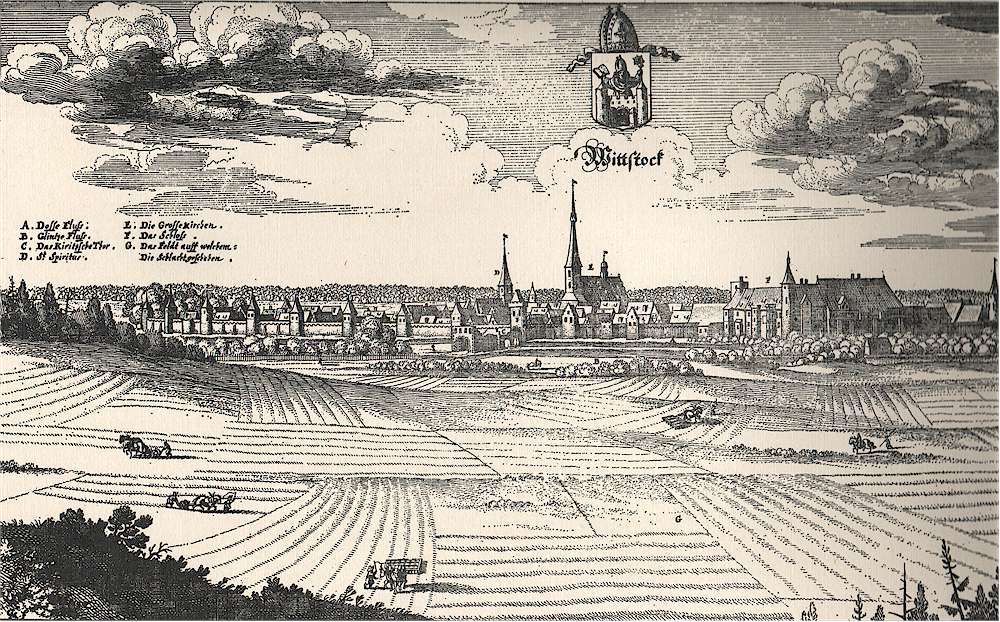
Kupferstich von Matthäus Merian d. J. aus dem Jahre 1652

Im Dreißigjährigen Krieg siegten 1636 in der Schlacht bei Wittstock am Scharfenberg die Schweden über kaiserliche und sächsische Truppen. 1638 brach die Pest in Wittstock aus. 1.500 Menschen, das war die Hälfte der Bevölkerung, starben. Kurfürst Friedrich Wilhelm von Brandenburg besuchte 1658 die Stadt. Wittstock wurde 1681 Poststation auf der Postroute Berlin–Güstrow. Die Reisezeit nach Berlin betrug damals 24 Stunden. Erneut zerstörte 1716 ein großer Stadtbrand zwei Drittel der Stadt. Um die Bevölkerungsverluste der letzten Jahrzehnte auszugleichen, wurden 1750 Kolonisten aus Württemberg und der Pfalz in und um Wittstock angesiedelt.
Während des Krieges gegen Napoleon wurde die Stadt 1812 zur Festung erklärt. Wittstock gehörte seit 1817 zum Kreis Ostprignitz in der preußischen Provinz Brandenburg. Die erste Wittstocker Zeitung – und die älteste der Prignitz überhaupt – erschien 1826. Die in der Stadt seit langem lebende jüdische Gemeinde errichtete 1857 ihre Synagoge in der St.-Marien-Straße 2, die 1928/1929 nicht mehr gebraucht und daher aufgegeben wurde. Sie wurde in den 1980er Jahren abgerissen, ohne danach ein Zeichen der Erinnerung zu setzen. Im Jahr 1869 wurde das Wittstocker Gymnasium gegründet. Die Stadt wurde 1885 über die Bahnstrecke Wittenberge–Strasburg an das Eisenbahnnetz angeschlossen. Diese wurde 1899 beziehungsweise 1912 durch eine weitere Strecke nach Neuruppin und Meyenburg ergänzt. Im Ersten Weltkrieg war Wittstock Standort eines Lazaretts.
Zu Beginn der Zeit des Nationalsozialismus 1933 richtete die SA-Standarte 39 im Keller einer ehemaligen Lungenheilstätte im Ortsteil Alt-Daber das KZ Alt-Daber ein. Hier wurden 40 Angehörige der KPD und SPD gefangen gehalten, von denen 26 nach der Auflösung am 13. Juli 1933 in das KZ Oranienburg überführt wurden. Der zur Zeit der DDR dort entstandene Gedenkraum wurde nach 1990 beseitigt, wie auch der Gedenkstein vor dem Haus.
Während des Zweiten Weltkriegs war Wittstock Standort mehrerer Ersatztruppenteile und Schulen der Fallschirmjäger der Wehrmacht.
Am 22. Februar 1945 erfolgte im Rahmen der Operation Clarion gegen Verkehrsanlagen in Deutschland ein Luftangriff der 8. US-Luftflotte auf Wittstock als ein „Primärziel“. Elf Boeing B-17 „Flying Fortress“ warfen 33 Tonnen Sprengbomben ab. Vermutliches Ziel könnte der in den 1930er Jahren erweiterte und modernisierte Bahnhof Wittstock (Dosse) gewesen sein. Besonders getroffen wurde die „Ostmark-Siedlung“ (heute „Rosenplansiedlung“), in der 20 von 51 Häusern zerstört wurden; 50 (namentlich erfasste) Menschen starben.
Die Rote Armee besetzte Wittstock 1945 und richtete in der Stadt eine Garnison der Gruppe der Sowjetischen Streitkräfte in Deutschland ein. Sie bestand bis Juni 1994.
Ab 1952 war Wittstock Kreisstadt des Kreises Wittstock im DDR-Bezirk Potsdam. In dieser Zeit errichtete und betrieb der Volkseigene Betrieb Werkstoffprüfungsmaschinen Leipzig im Ort ein Ferienlager für die Kinder seiner Betriebsangehörigen.
Auf dem Gelände der ehemaligen Tuchfabrik mit vormals 400 Beschäftigten wurde 1968 der VEB Obertrikotagenbetrieb „Ernst Lück“ (OTB) gegründet. Er hatte 1989  als größter Arbeitgeber der Stadt 2800 Beschäftigte und wurde 1990 von der Treuhand abgewickelt. Die Nachfolgefirmen konnten sich nicht etablieren, die letzte ging 1997 in Insolvenz. Das Leben der Arbeiter der Tuchfabrik dokumentiert die Langzeitdokumentarfilmreihe Wittstock. Zwischen 1975 und 1997 drehte der Dokumentarfilmer Volker Koepp eine sieben Teile umfassende Langzeitdokumentation über Arbeiterinnen des VEB Obertrikotagenbetriebs „Ernst Lück“. Die Filme dokumentieren das Leben und die Veränderungen in Wittstock über einen Zeitraum von 22 Jahren.
Im Zuge der Gemeindereform verlor die Stadt 1993 den Status als Kreisstadt. Der Kreis Wittstock ging im neuen Landkreis Ostprignitz-Ruppin auf. Im Jahr 1994 wurde der Flugplatz Alt Daber, der als Armeeflugplatz genutzt wurde, geschlossen.
Nach der Eingemeindung umliegender Dörfer im Zuge der Gemeindereform am 26. Oktober 2003 war Wittstock bis 2009 die flächenmäßig drittgrößte Stadt Deutschlands.
Wittstock/Dosse war 2019 Ausrichter der sechsten brandenburgischen Landesgartenschau unter dem Motto „Rundum schöne Aussichten“.

## Bevölkerungsentwicklung
| Jahr | Einwohner |
| ---- | --------- |
| 1875 | 7 201     |
| 1890 | 7 384     |
| 1910 | 7 577     |
| 1925 | 7 581     |
| 1933 | 8 318     |
| 1939 | 9 010     |

| Jahr | Einwohner |
| ---- | --------- |
| 1946 | 09 460    |
| 1950 | 10 449    |
| 1964 | 10 291    |
| 1971 | 10 667    |
| 1981 | 12 960    |
| 1985 | 13 844    |

| Jahr | Einwohner |
| ---- | --------- |
| 1990 | 14 134    |
| 1995 | 13 892    |
| 2000 | 12 568    |
| 2005 | 16 363    |
| 2010 | 15 259    |
| 2015 | 14 628    |

| Jahr | Einwohner |
| ---- | --------- |
| 2020 | 14 300    |
| 2021 | 14 294    |
| 2022 | 13 991    |
| 2023 | 13 903    |
| 2024 | 13 804    |

Gebietsstand des jeweiligen Jahres, Einwohnerzahl: Stand 31. Dezember (ab 1991), ab 2011 auf Basis des Zensus 2011, ab 2022 auf Basis des Zensus 2022
Die starke Bevölkerungszunahme 2005 resultiert aus der Eingemeindung von 16 ehemals selbstständigen Gemeinden im Jahr 2003.

## Politik

### Stadtverordnetenversammlung
Die Stadtverordnetenversammlung von Wittstock besteht aus 22 Stadtverordneten und dem hauptamtlichen Bürgermeister. Die Kommunalwahl am 9. Juni 2024 führte bei einer Wahlbeteiligung von 61,8 % zu folgendem Ergebnis:
| Partei / Wählergruppe                                    | Stimmenanteil 2019 | Sitze 2019 | Stimmenanteil 2024 | Sitze 2024 |
| -------------------------------------------------------- | ------------------ | ---------- | ------------------ | ---------- |
| AfD                                                      | –                  | –          | 29,9 %             | 7          |
| CDU                                                      | 26,0 %             | 6          | 24,1 %             | 5          |
| Freie Wählergemeinschaft Prignitz-Ruppin                 | 21,0 %             | 4          | 12,5 %             | 3          |
| SPD                                                      | 17,2 %             | 4          | 12,3 %             | 3          |
| Die Linke                                                | 19,5 %             | 4          | 08,1 %             | 2          |
| Wählergruppe des Kreisbauernverbandes Ostprignitz-Ruppin | 09,0 %             | 2          | 06,2 %             | 1          |
| Wählergruppe Ortsteile mit Zukunft                       | –                  | –          | 03,8 %             | 1          |
| Bündnis 90/Die Grünen                                    | 04,0 %             | 1          | 01,9 %             | –          |
| Der dritte Weg                                           | –                  | –          | 01,3 %             | –          |
| FDP                                                      | 03,4 %             | 1          | –                  | –          |
| Insgesamt                                                | 100 %              | 22         | 100 %              | 22         |

### Bürgermeister
- bis 1850: Heinrich Kunth
- 1945: Bruno Wolff[22]
- 1983–1990: Martin Schäfer (SED)[23]
- 1990–2007: Lutz Scheidemann (FDP)
- 2008–2023: Jörg Gehrmann (CDU/Freie Wählergemeinschaft Prignitz-Ruppin)[24]
- seit 2024: Philipp Wacker (CDU/Freie Wählergemeinschaft Prignitz-Ruppin)

Jörg Gehrmann wurde bei der Bürgermeisterwahl am 27. September 2015 ohne Gegenkandidat mit 92,5 % der gültigen Stimmen in seinem Amt bestätigt.
Am 24. September 2023 wurde Philipp Wacker (CDU/Freie Wählergemeinschaft) mit 51,3 % der gültigen Stimmen zu seinem Nachfolger gewählt. Seine Amtszeit beträgt acht Jahre.

### Weitere Wahlergebnisse
| Wahl           | Datum      | Wbt. | AfD  | CDU  | SPD  | Linke | Grüne | FDP | BSW  | FW  | BVB/FW | FWG | WG KBV | Tierschutzp. | PARTEI | FAMILIE | dieBasis | NPD | Sonst. |
| -------------- | ---------- | ---- | ---- | ---- | ---- | ----- | ----- | --- | ---- | --- | ------ | --- | ------ | ------------ | ------ | ------- | -------- | --- | ------ |
| Europawahl     | 09.06.2024 | 62,3 | 35,5 | 22,1 | 12,5 | 4,3   | 2,5   | 1,6 | 11,9 | 2,5 | -      | -   | -      | 1,4          | 1,2    | 1,2     | 0,1      | -   | 3,4    |
| Kreistagswahl  | 09.06.2024 | 61,8 | 32,5 | 30,8 | 12,6 | 7,5   | 2,6   | 0,4 | -    | -   | 2,5    | 5,3 | 5,8    | -            | -      | -       | -        | -   | 0      |
| Bundestagswahl | 26.09.2021 | 67,7 | 22,7 | 16,0 | 32,7 | 8,5   | 5,0   | 6,2 | -    | 2,4 | -      | -   | -      | 2,2          | 1,2    | -       | 1,1      | 0,7 | 1,3    |
| Landtagswahl   | 01.09.2019 | 51,6 | 26,0 | 20,0 | 26,7 | 11,8  | 6,6   | 2,1 | -    | -   | 3,6    | -   | -      | 1,8          | -      | -       | -        | -   | 1,4    |
| Europawahl     | 26.05.2019 | 40,5 | 20,5 | 22,2 | 18,7 | 13,5  | 8,1   | 2,9 | -    | 3,2 | -      | -   | -      | 1,3          | 1,2    | 1,9     | -        | 1,1 | 5,4    |
| Kreistagswahl  | 26.05.2019 | 39,9 | 14,1 | 25,3 | 18,0 | 18,5  | 5,2   | 3,4 | -    | -   | 1,9    | 7,4 | 11,3   | -            | -      | -       | -        | -   | 0      |
| Bundestagswahl | 24.09.2017 | 65,3 | 20,8 | 29,4 | 20,0 | 17,4  | 2,4   | 4,2 | -    | 1,2 | -      | -   | -      | 1,5          | 0,9    | -       | -        | 1,3 | 0,9    |
| Quelle:        |            |      |      |      |      |       |       |     |      |     |        |     |        |              |        |         |          |     |        |

Bei Bundes- sowie Landtagswahlen werden die Zweitstimmergebnisse dargestellt.

### Wappen

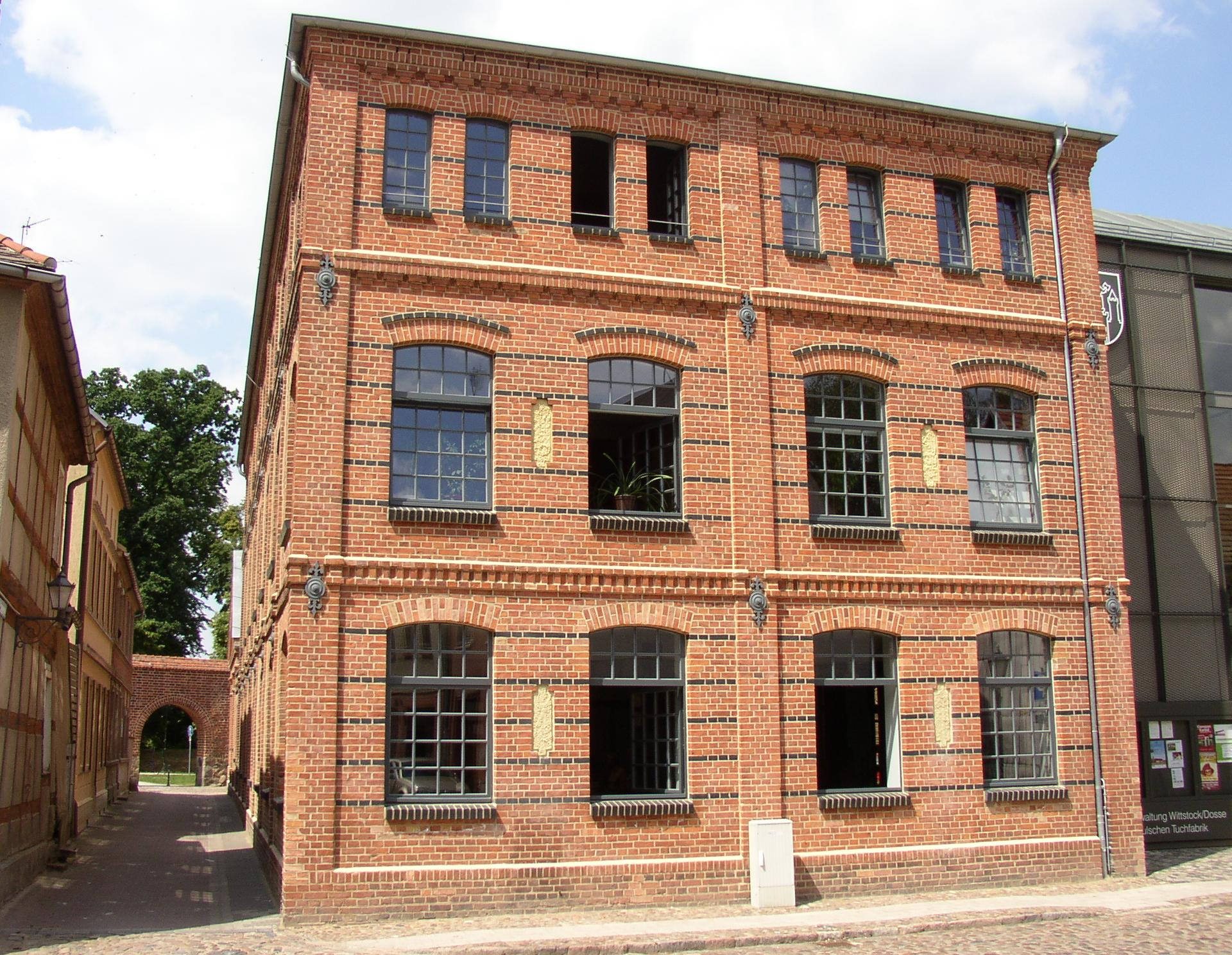
Stadtverwaltung in der Heiligegeiststraße

| Wappen von Wittstock | Blasonierung: „In Silber eine rote gequaderte und gezinnte Burg mit zwei goldenen spitzbedachten, mit je einem schwarzen Fenster versehenen, Spitztürmen und einem niedrigen Torturm mit geöffnetem schwarzen Tor, mit goldenem aufgezogenen Fallgatter und goldenen Torflügeln. Über den Zinnen des Torturmes thront ein rotgekleideter Bischof, der in seinen ausgebreiteten Armen rechts einen goldenen Bischofsstab und links ein aufgeschlagenes Buch hält.“ |
| Wappen von Wittstock | Das Wappen wurde am 8. August 1995 durch das Ministerium des Innern genehmigt. |

### Flagge
„Die Flagge ist Rot - Blau - Weiß (1:1:1) gestreift und mittig mit dem Stadtwappen belegt.“

### Dienstsiegel
Das Dienstsiegel zeigt das Wappen der Stadt mit der Umschrift STADT WITTSTOCK/DOSSE • LANDKREIS OSTPRIGNITZ-RUPPIN.

### Städtepartnerschaften
Eine Städtepartnerschaft mit Höganäs in Schweden besteht seit 2004, ein Jugendaustausch fand im Frühjahr 2006 zwischen schwedischen Jugendlichen und Wittstocker Gymnasiasten statt. Eine weitere Partnerschaft besteht seit dem 3. Oktober 1990 mit der Rosenstadt Uetersen in Schleswig-Holstein.

## Sehenswürdigkeiten und Kultur

### Bauwerke

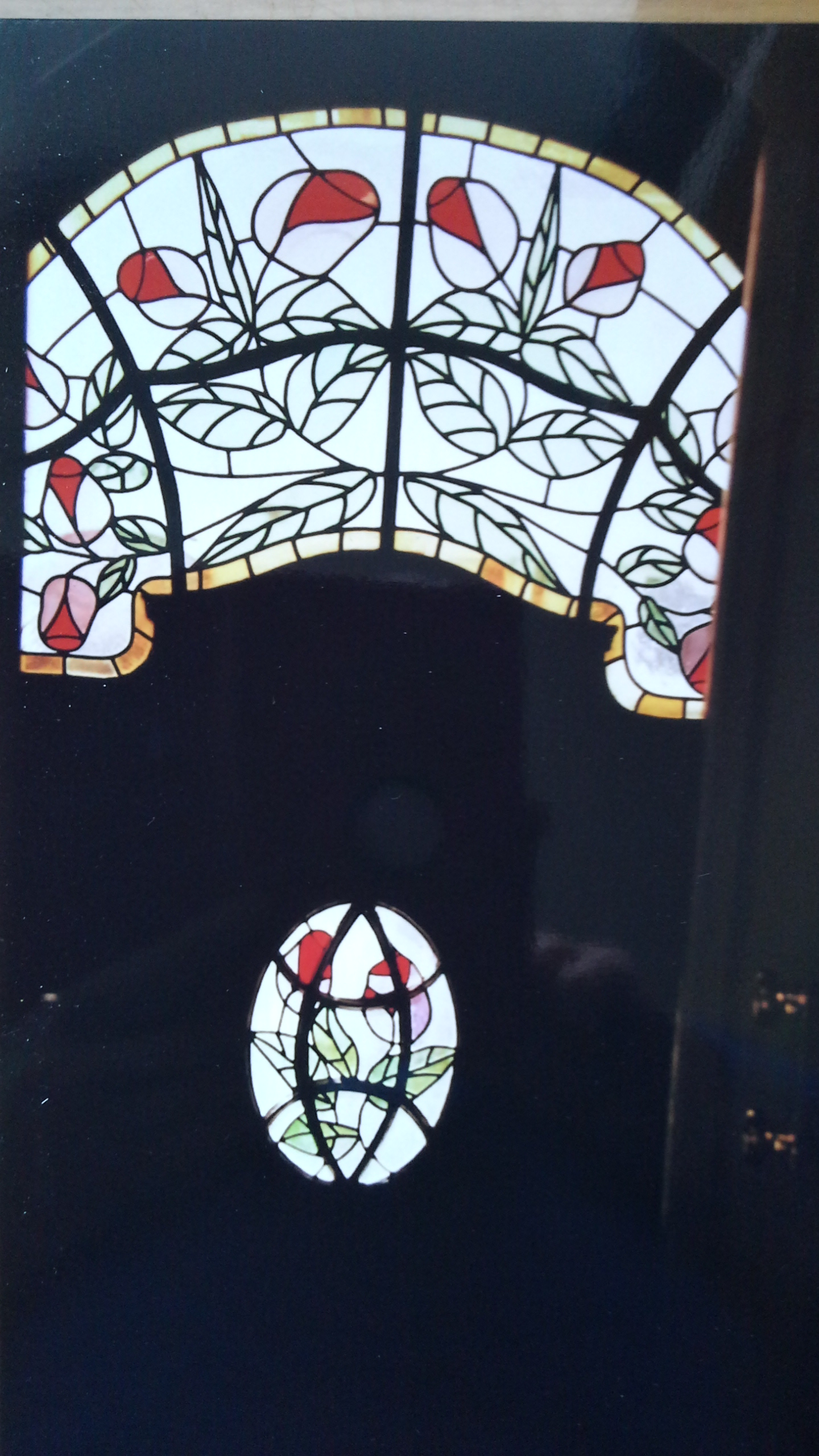
Rathaus Wittstock, Jugendstil-Schmuck der Eingangstür

- Rathaus, 1905 umgebaut unter Einbeziehung der mittelalterlichen Gerichtslaube und des Kellers des Vorgängerbaus, im Innern zahlreiche Jugendstilelemente, Gemälde zur Übergabe der Stadtrechte
- St.-Marien-Kirche aus dem 13. Jahrhundert, stattliche dreischiffige Backsteinhallenkirche mit Breitturm und barocker Turmhaube; Ausstattung aus dem 15. Jahrhundert, Hochaltar aus zwei spätgotischen Schnitzaltären des Lübecker Bildschnitzers Claus Berg zusammengesetzt, 68 Meter hohe Turm mit Besteigungsmöglichkeit.
- Superintendentur, stadtbildprägendes Fachwerkhaus, sehenswerter Innenhof
- Telschowsches Haus, 1566 erstmals erwähnt, gehörte zur alten Amtsfreiheit, die erst 1848 an die Stadt fiel. Als 1681 die Kariolpost von Güstrow über Wittstock nach Berlin fuhr, war das Haus erste Poststation. An der Restaurierung war 2003 und 2005 auch die Deutsche Stiftung Denkmalschutz beteiligt.
- Alte Bischofsburg, von 1271 bis 1548 Sitz der Bischöfe von Havelberg, bestand aus Unter- und Oberburg (Amtshof) mit dem 32 Meter hohen Bergfried (Amtsturm), Burgmauer mit drei Wiekhäusern, jetzt Sitz von Museen
- Stadtmauer mit Wall- und Grabenzone, 2.500 Meter lang, ursprünglich bis zu elf Meter hoch, heutzutage noch vier bis sieben Meter hoch, rund 30 Wiekhäuser, Wälle und weiträumige öffentliche Grünflächen
- Daberburg, 3 km nördlich der Stadt gelegen, letztes erhaltenes Außenwerk der mittelalterlichen Befestigung
- Fachwerkhaus Königstraße 33, mehr als 300 Jahre alt, überstand den großen Brand von 1716, letztes Zeugnis giebelständiger Bauweise in Wittstock
- Gröpertor, im 14. Jh. erbaut und 1503 erhöht, als einziges von drei Stadttoren erhalten; bis 1867 waren die Tore nachts geschlossen.
- Heiliggeistkirche, erbaut um 1300, diente Kaufleuten und Reisenden als Andachtskirche, 1730 durch Stadtbrand zerstört, danach in der heutigen Form wieder errichtet.
- Adlerapotheke, Apotheke seit mehr als 400 Jahren, Jugendstilfassade und sehenswerter Innenhof
- Friesen-Jahn-Körner-Denkmal, erinnert an die Befreiungskriege, 116 Wittstocker meldeten sich damals freiwillig zum Landsturm.
- Schwedenstein (80 t), erinnert (seit 1997) an den Dankesgottesdienst, den Johan Banér im Anschluss an die gewonnene Schlacht bei Wittstock unter der dortigen historischen Pappel abhielt.
- Altes Schloss und Neues Schloss Freyenstein
- Dorfkirche Christdorf, eines der ersten Bauwerke von Friedrich August Stüler
- Dorfkirche Dranse, 1861 an Stelle eines Vorgängerbaus im Rundbogenstil errichtet. Im Innern steht unter anderem eine Anna selbdritt aus dem Ende des 15. Jahrhunderts sowie ein Salvator mundi aus dem 16. Jahrhundert.
- Dorfkirche Schweinrich, Feldsteinbau mit einem Westturm, stammt aus der zweiten Hälfte des 15. Jahrhunderts. Im Innern steht unter anderem ein Altarretabel aus dem ersten Viertel des 17. Jahrhunderts.
- Fachwerkkirche Fretzdorf (1704)
- Burg Goldbeck in Goldbeck

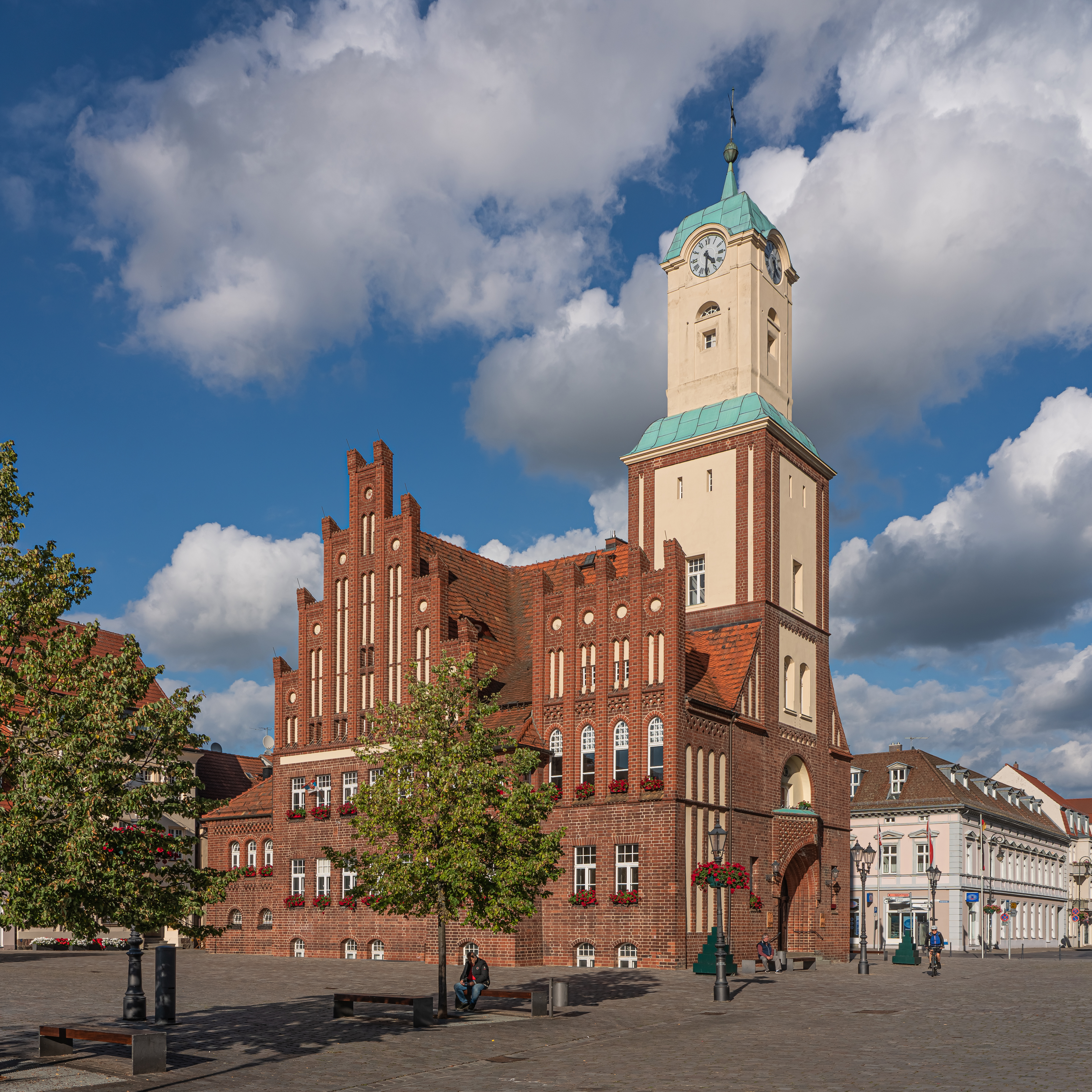
Rathaus
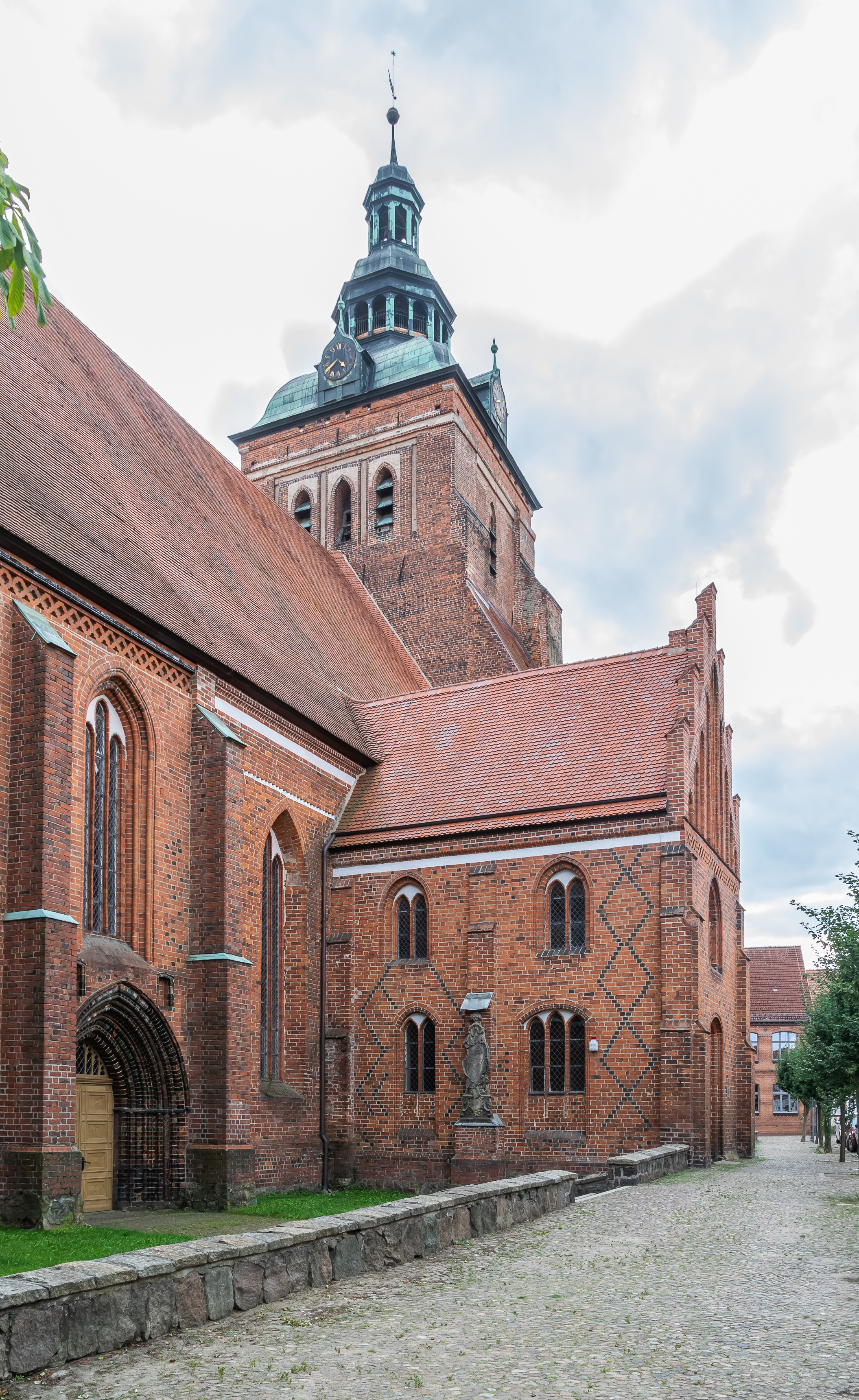
St.-Marien-Kirche
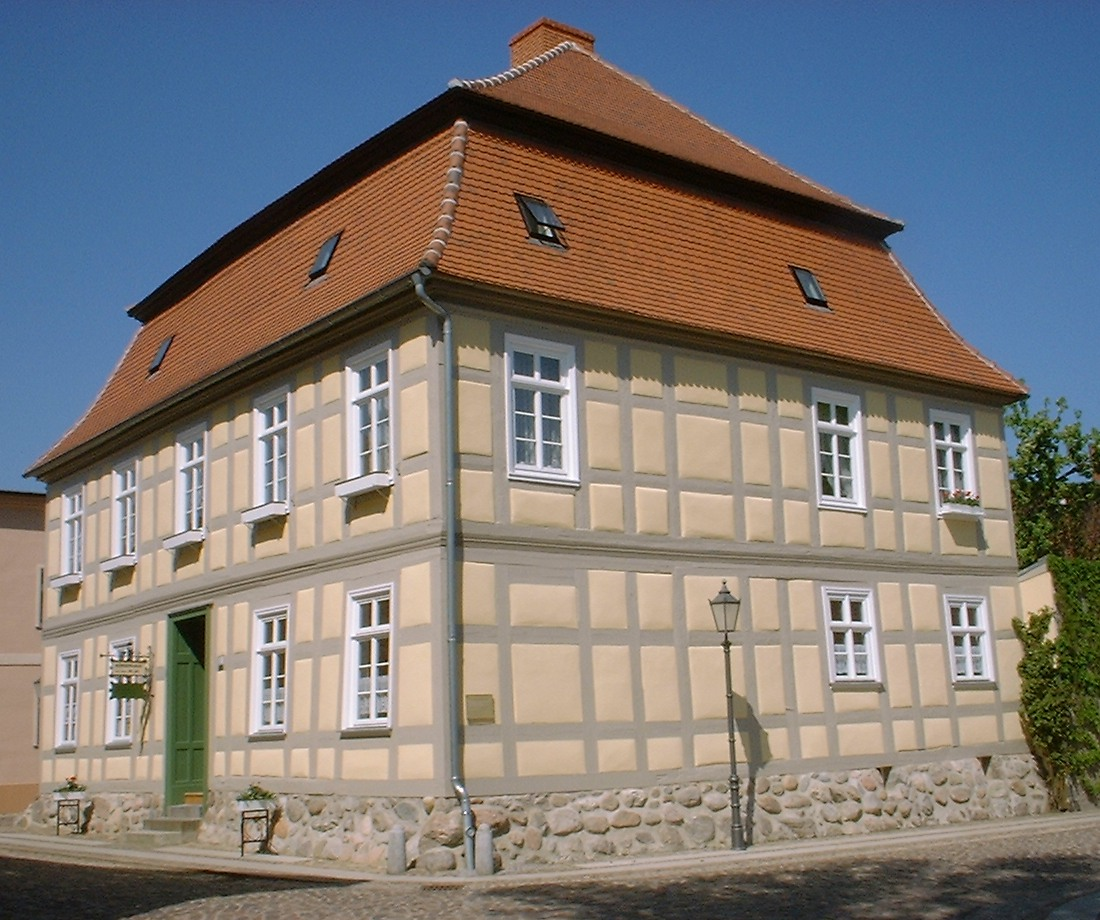
Telschowsches Haus
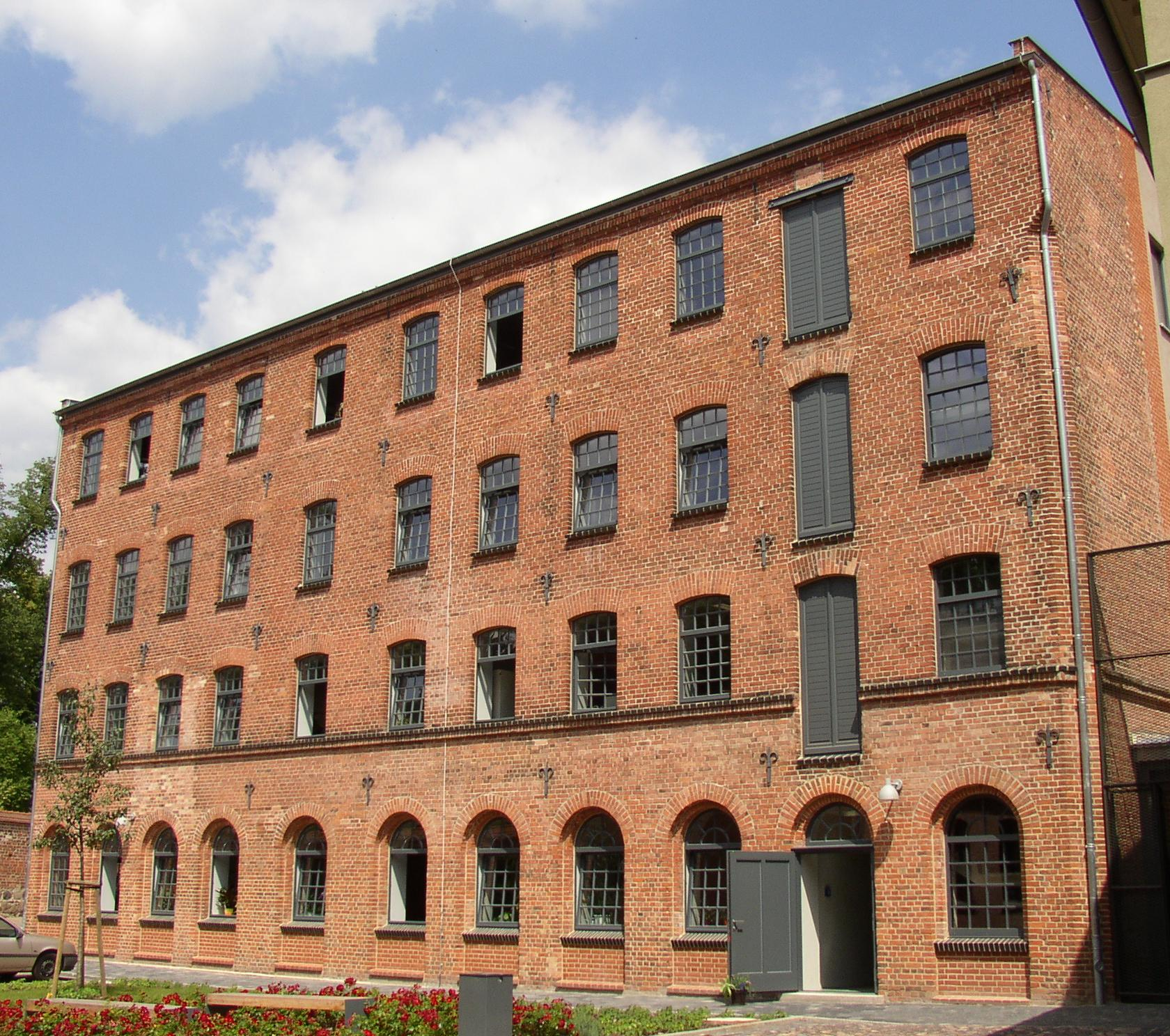
Ehemalige Paulsche Tuchfabrik
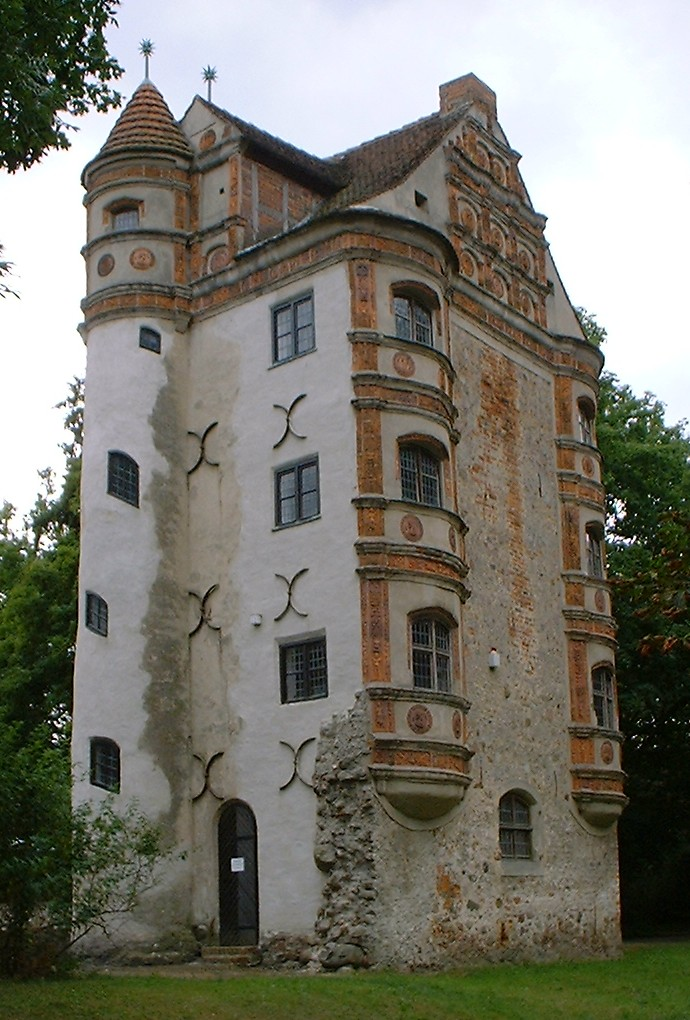
Altes Schloss (Freyenstein)
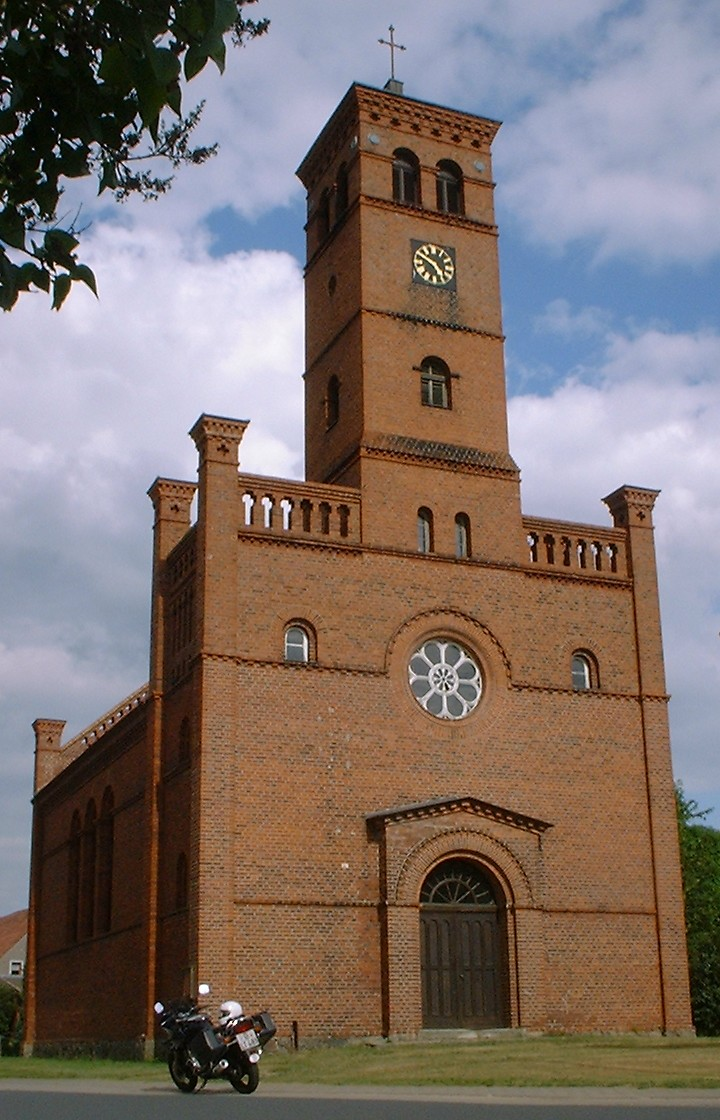
Kirche in Christdorf
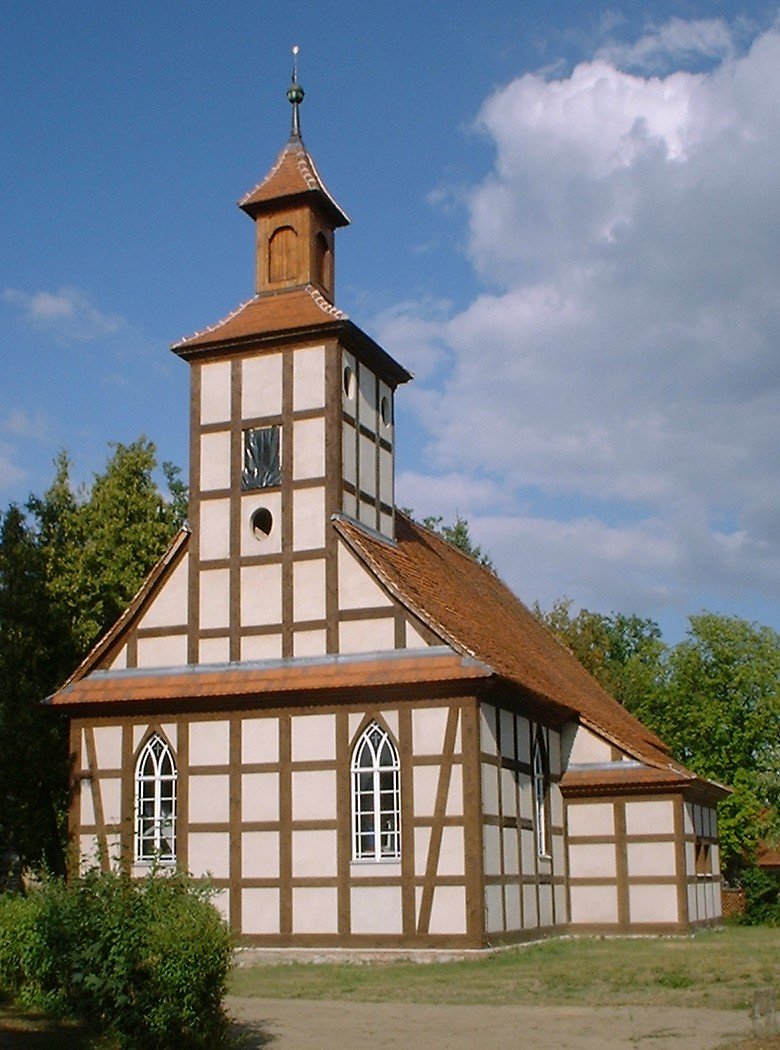
Kirche in Fretzdorf

### Geschichtsdenkmale
- Kriegerdenkmal für die gefallenen Soldaten des Ersten Weltkrieges mit einer Ergänzungstafel von 1994 für die Soldaten des Zweiten Weltkriegs sowie die Opfer von Vertreibung und Gewaltherrschaft
- Ehrenmal im Friedrich-Ebert-Park nahe der Pritzwalker Straße aus dem Jahr 1950 vom Bildhauer Carl Lühnsdorf für die Opfer des Faschismus
- Gedenkstein von 1952 vor dem Kyritzer Tor für den von den Nationalsozialisten geschändeten jüdischen Friedhof
- Gedenktafel von 1983 am Amtsgericht Kyritzer Tor 4 an den von SA-Männern 1933 im damaligen NS-Polizeigefängnis ermordeten Antifaschisten Walter Schulz
- Denkmal für die ermordeten Antifaschisten Ernst Lück, Walter Schulz und Alfred Seefluth vom Bildhauer Klaus Simon aus dem Jahre 1982 vor dem Gebäude des ehemaligen VEB Obertrikotagenbetrieb Ernst Lück, das nach 1989 entfernt wurde und jetzt im Depot des Ostprignitzmuseums eingelagert ist
- Gedenkstein auf dem Städtischen Friedhof am Rote-Mühle-Weg für die antifaschistischen Opfer Ernst Lück, Walter Schulz und Alfred Seefluth
- Gedenktafel vor der Kirche des Ortsteils Dossow zur Erinnerung an den Todesmarsch der Häftlinge des KZ Sachsenhausen vom April 1945
- Gedenkstein neben vier Gräbern auf dem Friedhof des Ortsteils Dossow zur Erinnerung an vier Opfer des Todesmarsches
- Gedenkstein auf dem Ehrengrab von zwei Opfern des Todesmarsches auf dem Friedhof des Ortsteils Fretzdorf
- Gedenksteine auf dem Friedhof des Ortsteils Gadow für zwei französische Häftlinge, die Opfer des Todesmarsches wurden
- Gedenkstein auf dem Friedhof des Ortsteils Rossow für Opfer des Todesmarsches
- Stolpersteine für in der Zeit des Nationalsozialismus ermordete jüdische Mitbürger[30]

### Museen

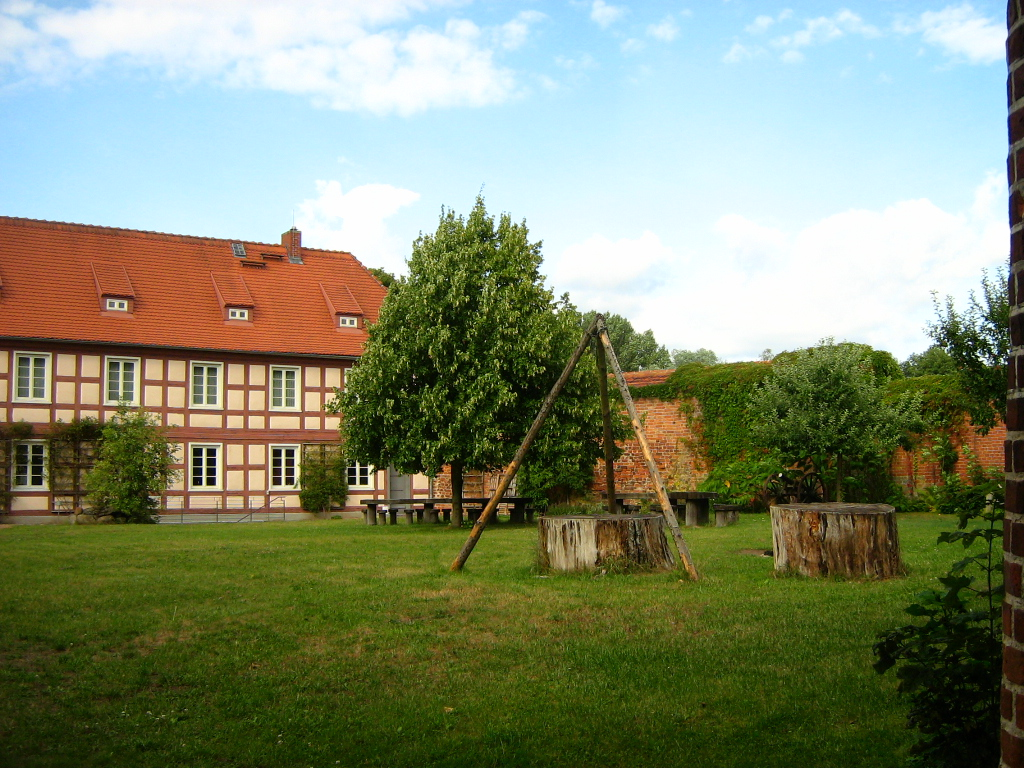
Burghof der Alten Bischofsburg

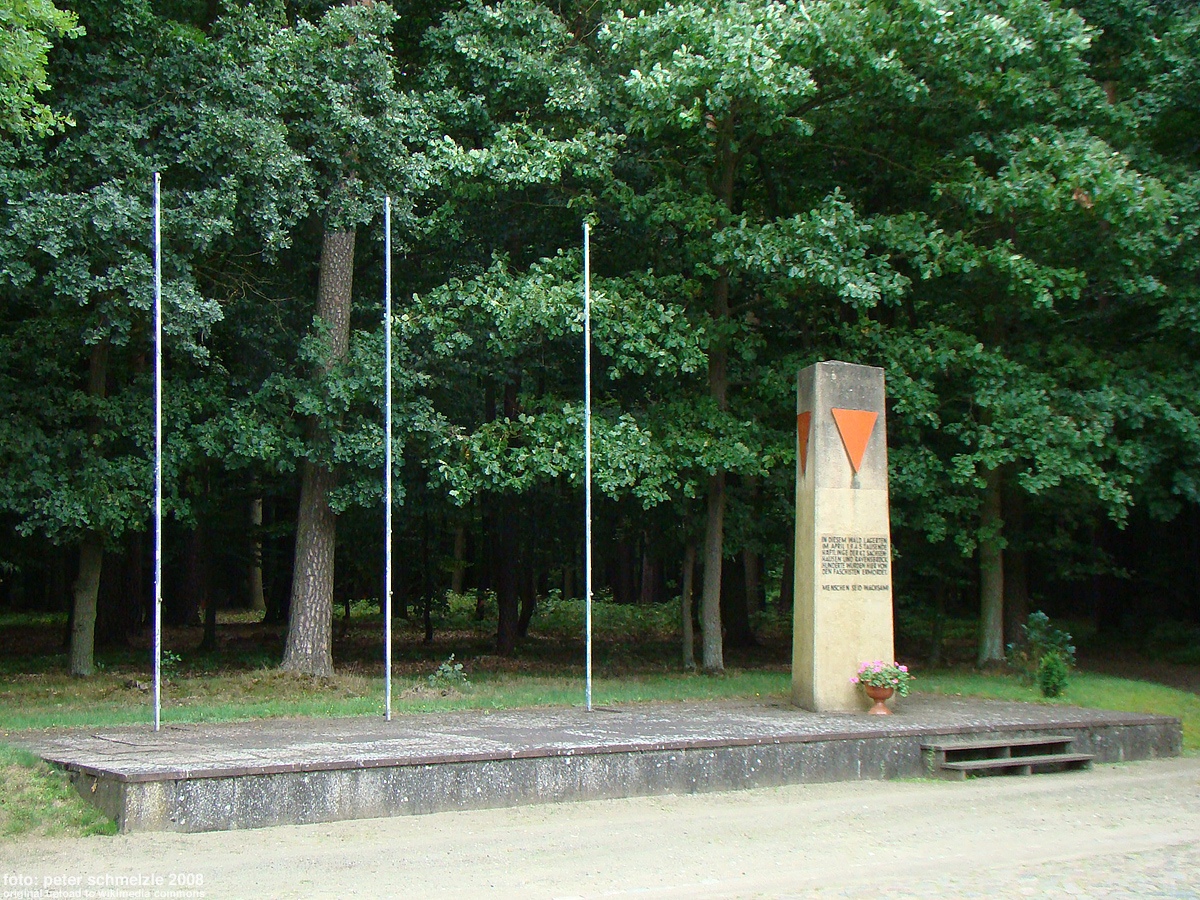
Gedenkstätte Todesmarsch im Belower Wald

- Museen Alte Bischofsburg in der alten Bischofsburg, neben Sonderausstellungen wird im Amtsturm eine Dauerausstellung zum Dreißigjährigen Krieg gezeigt
- Bürgermeisterhaus, beherbergt das Ostprignitzmuseum
- Archäologischer Park Freyenstein mit einem kleinen Museum im Ortsteil Freyenstein
- Gedenkstätte Todesmarsch im Belower Wald etwa zehn Kilometer nördlich des Zentrums von Wittstock im Wald in der Gemeinde Eldetal für die Opfer des Todesmarsches des KZ Sachsenhausen 1945 (in Trägerschaft der Stiftung Brandenburgische Gedenkstätten)

### Musik
In Wittstock gibt es mehrere Chöre, darunter die Chöre der Kantorei Wittstock, den Wittstocker Männerchor 1836 e. V. und den Schulchor des Gymnasiums. Zum Musikleben der Stadt gehören daneben auch Konzerte von örtlichen Instrumentalensembles und Orgelkonzerte auf der Orgel der St.-Marien-Kirche sowie der bis 2017 vier bis fünf Mal jährlich stattfindende Jugendevent „X-Time“ in der Heiliggeistkirche mit regionalen Musikgruppen. Außerdem besteht seit 1949 das Blasorchester Wittstock/Dosse e. V., welches als Schalmeienkapelle gegründet wurde.

### Sport
Im Motorradsport ist Wittstock durch seine Speedway-Rennen überregional bekannt. Der Verein MSC „Wölfe“ Wittstock stellt ein Team für die 2. Speedway-Bundesliga, den sogenannten Team-Cup und richtet international hochkarätige Rennen aus.

## Wirtschaft und Infrastruktur

### Solarpark
Im Dezember 2011 wurde auf dem Gelände eine Photovoltaik-Freiflächenanlage mit einer Leistung von 67,8 MWp errichtet, die 2014 um ein Batterie-Speicherkraftwerk erweitert wurde.

### Verkehr
Straßenverkehr
Wittstock liegt an der Bundesstraße B 189 nach Wittenberge sowie an den Landesstraßen L 14 zwischen Meyenburg und Kyritz und L 15 nach Rheinsberg. Südlich der Stadt befindet sich das Autobahndreieck Wittstock/Dosse. Hierdurch hat sie eine direkte Anbindung an die A 19 über die Anschlussstelle Wittstock sowie an die A 24 mit den Anschlussstellen Pritzwalk und Herzsprung.
Bahnverkehr

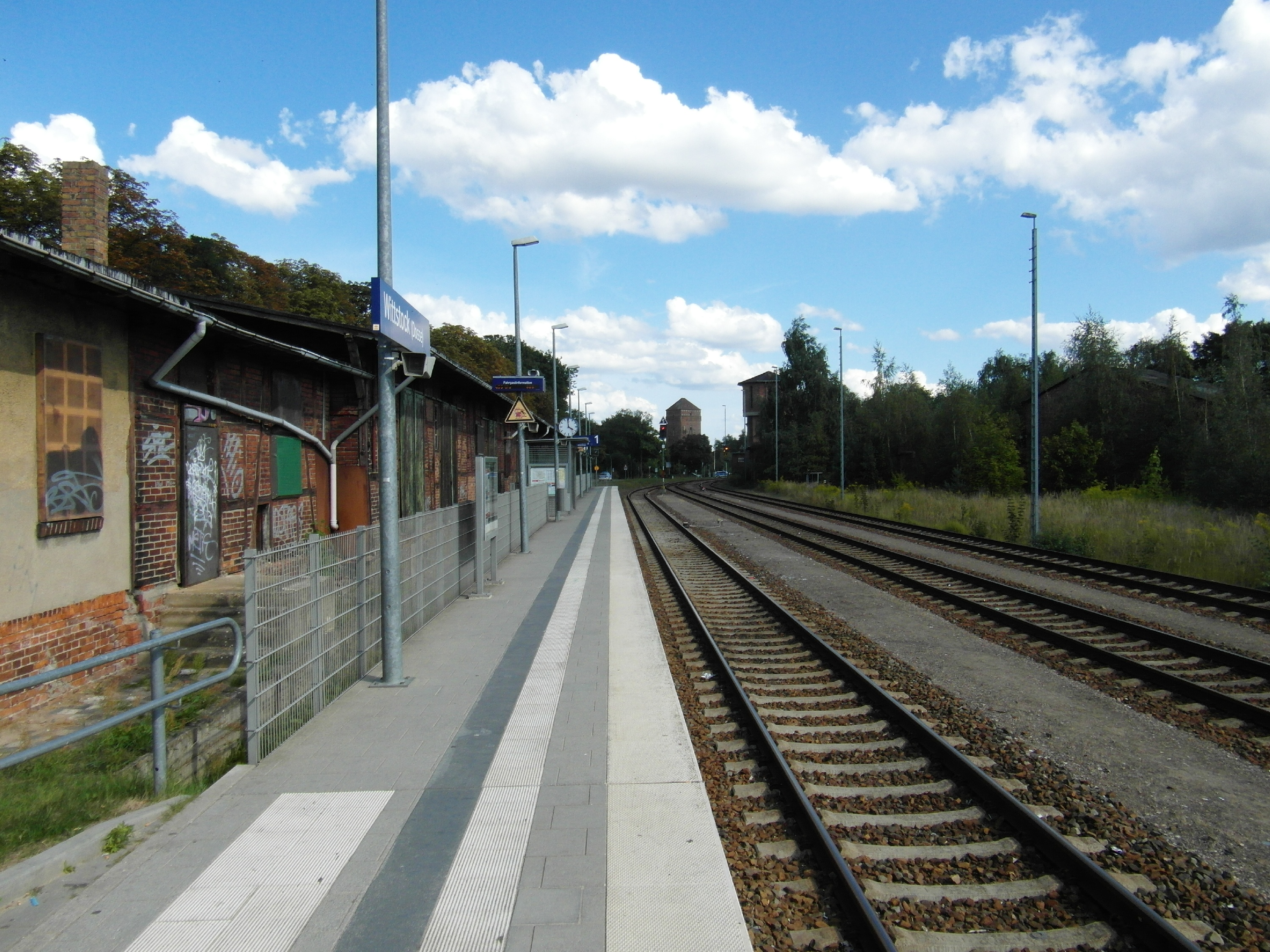
Bahnhof Wittstock (Dosse)

Der Bahnhof Wittstock (Dosse) war lange Kreuzungspunkt der Bahnstrecken Wittenberge–Neustrelitz und Meyenburg–Kremmen. Die Strecke Meyenburg–Wittstock wurde 1967 stillgelegt, ebenso im Jahr 2000 die Strecke Wittstock–Neustrelitz. Auf den verbliebenen Streckenästen verkehrt stündlich die Regional-Express-Linie RE 6, der Prignitz-Express, zwischen Wittenberge und Berlin-Charlottenburg. Er bedient auch die Haltepunkte der Ortsteile Dossow und Fretzdorf. Seit April 2018 trägt ein Triebwagen vom Typ LINT 41 der DB Regio Nordost den Namen der Stadt.
Die ehemaligen Bahngebäude waren lange Zeit ungenutzt. Die Stadt übernahm 2013 bzw. 2015 die beiden denkmalgeschützten Empfangsgebäude aus den Jahren 1885 bis 1938 und sanierte sie. Die denkmalgeschützte Schlosserei mit Wasserturm im Bahnbetriebswerk Wittstock (Dosse), in die ein Jugendclub eingezogen ist, wurde ebenfalls von der Stadt saniert. Im ehemaligen, ebenfalls denkmalgeschützten Lokschuppen des Bahnbetriebswerks entsteht ein Vertriebszentrum des Unternehmens Swiss Krono.
Luftverkehr
Etwa 8,5 km nordöstlich des Zentrums liegt im Ortsteil Berlinchen das Segelfluggelände Wittstock-Berlinchen. Das Ultraleichtfluggelände Freyenstein liegt etwa 15 km nordwestlich des Zentrums im Ortsteil Freyenstein.

## Bildung

### Staatliche Schulen
In Wittstock finden sich folgende Schulen in kommunaler Trägerschaft:
- Diesterweg-Grundschule
- Dr.-Wilhelm-Polthier-Oberschule
- Mosaik-Schule, Schule mit dem sonderpädagogischen Förderschwerpunkt „geistige Entwicklung“
- Schule mit dem sonderpädagogischen Förderschwerpunkt „Lernen“
- Städtisches Gymnasium
- Waldring-Grundschule

Die 2005 geschlossene Pestalozzi-Oberschule am Kirchplatz 8–10 im Stadtzentrum wird nach denkmalgerechter Sanierung seit 2013 als Kindertagesstätte genutzt.

### Einrichtungen
Wittstock ist Sitz der Superintendentur des Evangelischen Kirchenkreises Wittstock-Ruppin in der Evangelischen Kirche Berlin-Brandenburg-schlesische Oberlausitz. Superintendentin ist Carola Ritter.
In der Nähe von Wittstock liegt ein „Bombodrom“ genannter ehemaliger Truppenübungsplatz der Sowjetarmee.

## Persönlichkeiten

### Ehrenbürger
- 2009, 12. Dezember: Kurt Zellmer, Superintendent i. R.[42]
- 2011, 24. September: Wolfgang Dost, Heimatforscher, in Würdigung seiner Verdienste um das kulturelle Leben der Stadt[43]

### Söhne und Töchter der Stadt
- Joachim Scheplitz (1566–1634), Richter und Rechtswissenschaftler
- Valens Acidalius (1567–1595), Lyriker, Philologe
- Jakob Wolf (1654–1723), Pädagoge, Gymnasialrektor in Stralsund
- Hermann Friedrich Rüthling (1758–nach 1811), Theaterschauspieler und Dramaturg
- Friedrich Heinrich Wilhelm Lange (1786/79–1854), Altphilologe und Übersetzer, Geheimer Regierungs- und Schulrat, geboren in Dossow
- Carl Pohle (1817–1883), Jurist und Politiker, Senator in Schwerin,  Mitglied des Vorparlaments und der Mecklenburgischen Abgeordnetenversammlung
- Carl Irmer (1834–1900), Landschaftsmaler und Radierer, geboren in Babitz
- Moritz Nagel (1838–1917), Tuchfabrikant und Stadtältester,[44][45] sowie:[46]
- Hermann Röhl (1851–1923), Übersetzer
- Friedrich Uthemann (1851–1921), Ingenieur
- Karl Boysen (1852–1922), Bibliothekar und Altphilologe
- Georg Haberland (1861–1933), Bauunternehmer
- Georg Marschall (1871–1956), Maler
- Hermann Staffehl (1873–1939), Politiker (DNVP), Mitglied des Reichstages, geboren in Ackerfelde
- Wilhelm Zimmermann (1879–nach 1950), Politiker (LDP), Abgeordneter im ersten Landtag von Sachsen-Anhalt
- Wilhelm Polthier (1892–1961), Regionalhistoriker, Bibliograf
- Hans Erich Kalischer (1903–1966), Ökonom
- Richard Lange (1906–1995), Rechtswissenschaftler, Kriminologe, Hochschullehrer
- Klaus Rother (1926–2016), Immunologe
- Jürgen Peters (1931–2009), Designer
- Ellen Streidt (* 1952), Leichtathletin, Medaillengewinnerin bei den Olympischen Spielen 1976
- Werner Schneege (1954–1974), Todesopfer an der innerdeutschen Grenze
- Ina Muhß (* 1957), Politikerin (SPD), 2010–2019 Mitglied des Landtages Brandenburg
- Thomas Skulski (* 1959), Journalist und Fernsehmoderator
- Egmont Hamelow (* 1963), Kommunalpolitiker (CDU)
- Thomas Mehlhorn (* 1969), Filmkomponist

### Mit Wittstock verbundene Persönlichkeiten
- Konrad von Lintorff (vor 1405–1462), Bischof
- Wedigo Gans Edler von Putlitz (vor 1438–1487), Bischof
- Busso VIII. von Alvensleben (vor 1460–1493), Bischof
- Busso X. von Alvensleben (1468–1548), Bischof
- Johann Melchior Stenger (1638–1710), Pastor und geistlicher Inspektor in Wittstock
- Friedrich Hermann Lütkemüller (1815–1897), Orgelbauer, lebte von 1844 bis zu seinem Tode in Wittstock
- Salomon Haberland (1836–1914), Textilfabrikant und Bauunternehmer
- Hermann Menge (1841–1939), Altphilologe, ab 1894 Direktor des Gymnasiums
- Melli Beese (1886–1925), Deutschlands erste Pilotin, war hier während des Ersten Weltkriegs zusammen mit ihrem Ehemann Charles Boutard interniert
- Torsten Arndt (* 1962), Politiker (AfD), Mitglied der Stadtverordnetenversammlung von Wittstock
- Jan Redmann (* 1979), Politiker (CDU), wuchs in Wittstock auf

### Ehrenmedaille
Die Ehrenmedaille der Stadt Wittstock wurde verliehen an:
- 2009 Hubert Boger als Ortschronist und Werner Risse als Läufer[47]
- 2010 Regina Melzer für Verdienste innerhalb der Volkssolidarität und Wolfgang Wilcke für sein Engagement in der Wendezeit[48]
- 2011 Karin Kranz und Horst Thonack
- 2012 Klaus Rother (1926–2016) und Dr. Waldemar Klawohn
- 2013 Hans-Jürgen Franke[49]
- 2015 Cordula Görtz[50]
- 2016 Angelika Noack, Major Per-Eric Jansson und Werner Schäfer für gesellschaftliches und politisches Engagement[51]
- 2017 Lebrecht Heistermann von Ziehlberg für sein Verdienst um die Städtepartnerschaft mit Uetersen[52]
- 2018 Hildegard Vaerst für ihr Engagement für das Städtische Gymnasium[53]
- 2019 Sabine Steinbach und Arved Fuchs[54]
- 2020 Sigrun Stahmleder und Uwe Metlitzky für besondere musikalische Verdienste[55]
- 2023 Volker Koepp, Regisseur[56] und Erhard Nöhmke für sein langjähriges Engagement im Heimatverein und in der freiwilligen Feuerwehr des Ortsteiles Sewekow[57]
- 2024 den 13 Stadtführern der Stadt Wittstock.[58]